# ケブリオネース

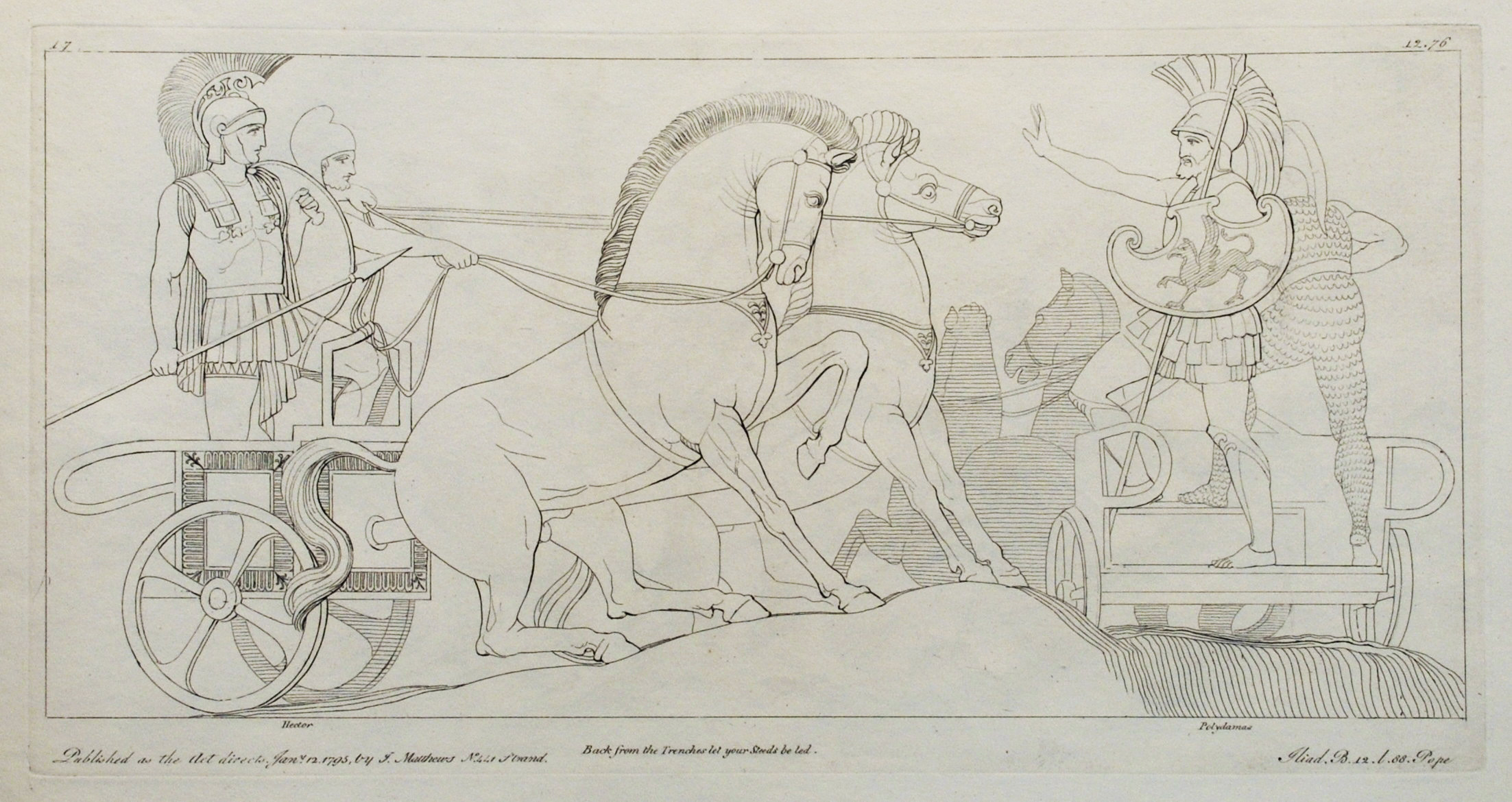
ジョン・フラックスマンが描いたヘクトールとケブリオネース、ポリュダマース。

ケブリオネース（古希: Κεβριόνης, Kebrionēs）は、ギリシア神話の人物である。長母音を省略してケブリオネスとも表記される。トロイアの王プリアモスの50人の子の1人である。トロイア戦争ではヘクトールの御者を務めた。
『イーリアス』の2日目、ヘクトールの御者アルケプトレモスがテウクロスに射倒されたとき、ヘクトールに命じられて戦車の御者を務めた。トロイア軍がギリシア軍の防壁を攻撃したときには、ポリュダマースとともにヘクトールのもとで第1部隊を率い、ギリシア陣内に侵入したさいには最も激戦だった場所で戦った。しかしパトロクロスがアキレウスの鎧をまとって戦ったさい、パトロクロスがヘクトールにめがけて投じた石がケブリオネースの頭に当たり、ケブリオネースを倒した。ヘクトールはケブリオネースの遺体をめぐってパトロクロスと激しく戦い、エウポルボスがパトロクロスに深手を負わせたときに討ち取った。